# ヤーペン島

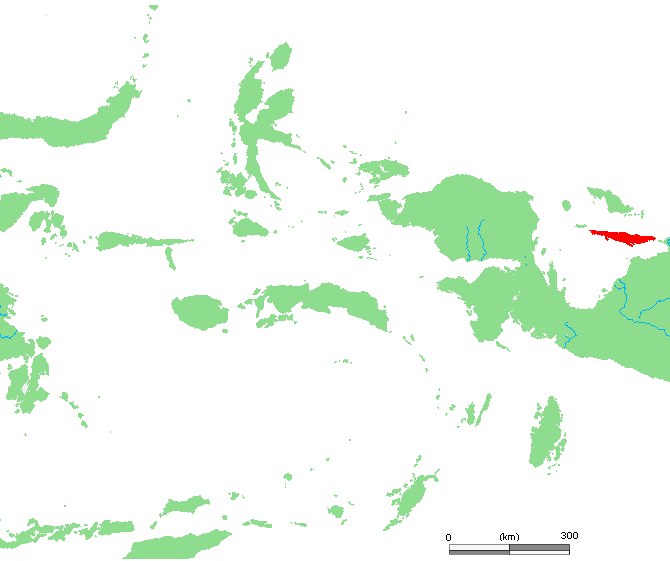
ヤーペン島の位置

ヤーペン島 (ヤーペンとう、インドネシア語: Pulau Yapen) とは、ニューギニア島北西部のチェンデラワシ湾内に存在する島の1つである。ヤペン島と片仮名転記される事例も見られる。インドネシアが領有している。

## 地理

### 島内
ヤーペン島内の集落としては、セルイ、ヨビ、ランドワヤ、アンススなどが挙げられる。なお、島内で最も標高の高い地点の標高は、1496 mである。

### 周辺
ヤーペン海峡を挟んで北にビアク島、ミオス・ヌム海峡をはさんで西にミオス・ヌム島、東にクルドゥ島、南東にアンボイ諸島、南西にクラン諸島が有る。